# Trichosanthes integrifolia
Trichosanthes integrifolia är en gurkväxtart som beskrevs av Thw. Trichosanthes integrifolia ingår i släktet Trichosanthes och familjen gurkväxter. Inga underarter finns listade i Catalogue of Life.